# Dual Ram System
Dual Ram System – rodzaj prostego i niewielkiego doładowania silnika opracowany przez Opla. Wykorzystuje zjawiska falowe (doładowanie falowe). Rozwiązanie to obecnie jest szerzej znane jako zmienna długość kolektora dolotowego. System Dual Ram nie zdobył większej popularności z uwagi na to, że silniki, do których montował go Opel, były już przestarzałe, a mające obowiązywać nowe normy spalin EURO wymuszały na Oplu wprowadzenie nowych, zmodernizowanych jednostek napędowych.
Silniki z systemem Dual Ram były montowane m.in. w samochodach Opel Omega A, Opel Omega 3000, Opel Senator B.
Silniki wyposażone w Dual Ram System to 6 cylindrowe, benzynowe jednostki:
- C26NE - pojemność 2594cm³, moc 110KW/150KM @ 5600rpm, moment obrotowy 220Nm @ 3600rpm.
- C30SE - pojemność 2970cm³, moc 150KW/204KM @ 6000rpm, moment obrotowy 270Nm @ 3600rpm.
- C40SE - pojemność 3983cm³, moc 200KW/272KM @ 5800rpm, moment obrotowy 395Nm @ 3300rpm.